# Benjamin Kirsten
Pour les articles homonymes, voir Kirsten.
Benjamin « Benny » Kirsten, né le 2 juin 1987 à Riesa (Allemagne), est un footballeur qui évolue au poste de gardien de but au 1. FC Lokomotive Leipzig. Il est le fils de l'ancien footballeur international allemand et trois fois meilleur buteur du championnat d'Allemagne, Ulf Kirsten.

## Carrière
Après le transfert de son père du Dynamo Dresde au Bayer 04 Leverkusen à l'été 1990, Benjamin Kirsten grandit à Bergisch Gladbach en Rhénanie et il joue dans les équipes de jeunes de Leverkusen. À l'été 2006, il est promu dans l'équipe B du Bayer Leverkusen qui évolue en troisième division. Il y joue deux ans. Il joue ensuite six mois pour SV Waldhof Mannheim en quatrième division, puis en 2008, il part au Dynamo Dresde qui joue en troisième division. Le 2 mai 2009, il fait ses débuts professionnels avec Dresde contre le Fortuna Düsseldorf (0-1, défaite à l'extérieur). En juin 2009, Kirsten remporte, avec l'équipe B du Dynamo Dresde, la Coupe de Saxe. Après cette finale, il est écarté des terrains pendant deux mois pour avoir allumé un feu de Bengale sur le terrain. Kirsten est utilisé essentiellement comme un gardien de but dans la première équipe, mais dans la deuxième équipe il a aussi joué au poste d'attaquant.
Lors de la 25e journée de la saison 2010-2011, Benjamin Kirsten est promu titulaire au poste de gardien de l'équipe première par l'entraîneur Matthias Maucksch, à la place d'Axel Keller. Le Dynamo atteint la troisième place à la fin de saison et monte en deuxième division après la victoire dans le match de relégation contre la VfL Osnabrück. Kirsten signe un nouveau contrat de deux années supplémentaires.

## Vie personnelle
Benjamin Kirsten est le fils de l'ancien footballeur international allemand et trois fois meilleur buteur du championnat d'Allemagne de football Ulf Kirsten.